# Schlacht an der Menai Strait
Koordinaten: 53° 11′ 11,7″ N, 4° 13′ 9,9″ W
Die Schlacht an der Menai Strait, auch Schlacht von Moel-y-don genannt, war eine Schlacht zwischen englischen Armee und walisischen Streitkräften während des zweiten Feldzugs von König Eduard I. gegen Wales 1282. Der genaue Ablauf der Schlacht ist ungeklärt, da die zeitgenössischen Berichte sich widersprechen, doch die Schlacht endete mit einem klaren Sieg der Waliser.

## Vorgeschichte
Durch den Vertrag von Aberconwy erhielt Llywelyn ap Gruffydd, der Fürst von Wales die von Eduard I. eroberte Insel Anglesey nordwestlich von Gwynedd zurück. Die Insel wurde ihm aber nur ihm als lebenslange Herrschaft übertragen und blieb von einer englischen Garnison besetzt. Nach Beginn des walisischen Aufstands im März 1282 ließ Eduard I. die Garnison verstärken. Am 18. August beauftragte er den früheren Seneschall der Gascogne, Luke de Tany, mit den Truppen von Anglesey aus nach Gwynedd überzusetzen, sobald die königliche Hauptarmee von Osten aus vorrückte. Dadurch sollte eine zweite Front im Rücken der walisischen Truppen geschaffen werden, dazu sollte den englischen Truppen ein weiterer Zugang in das Bergland von Snowdonia, dem traditionellen Rückzugsgebiet der Waliser ermöglicht werden. Der Übergang der Truppen sollte mit Hilfe einer Bootsbrücke über die stellenweise weniger als 300 m breite Menai Strait erfolgen, die Anglesey von Gwynedd trennt. Tany segelte in der zweiten Oktoberhälfte zusammen mit Roger de Clifford, dem ältesten Sohn von Roger de Clifford, und mit William Audley, einem jüngeren Sohn von James Audley nach Anglesey. Im November war die Brücke vollendet.

## Ablauf der Schlacht

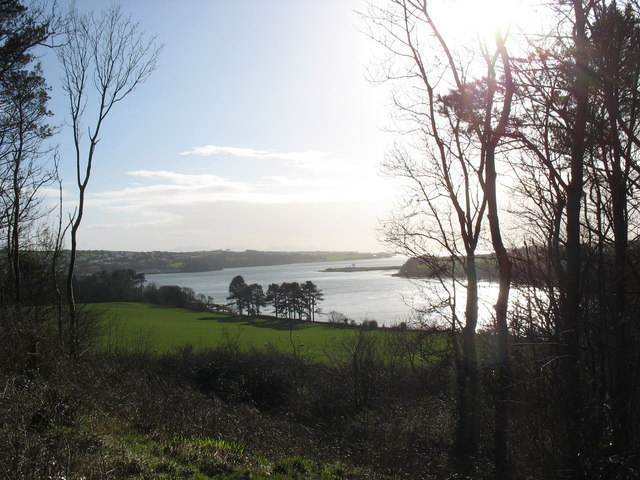
Die Menai Strait bei Moel-y-Don heute

Am 6. November unternahm Tany mit seiner Armee einen Vorstoß über die Brücke nach Gwynedd. Fatalerweise sandte Tany keine Kundschafter aus. Über den genauen Ablauf der Schlacht gibt es unterschiedliche Angaben. Nach einer Version wurden die Engländer am gegenüberliegenden Ufer von einem Angriff walisischer Truppen überrascht, die von den umliegenden Bergen aus angriffen. Beim Rückzug über die aus 40 Booten bestehende Brücke brach diese dann durch Überlastung zusammen. Nach einer anderen Version führten die Engländer zunächst einen Vorstoß auf das Festland, ehe sie sich wieder vor den nachsetzenden Walisern nach Anglesey zurückziehen wollten. Die Bootsbrücke war jedoch ungenügend konstruiert und deshalb durch die Waliser oder durch die starken Gezeiten in der Meerenge zerstört worden. Durch die Zerstörung der Brücke wurde die Schlacht jedenfalls zu einer katastrophalen Niederlage der Engländer, die mindestens 16, nach anderen Angaben über 30 Ritter und Edelleute und über 300 Soldaten verloren, die von den Walisern getötet wurden oder in der Menai Strait ertranken. Unter den Toten waren auch Luke de Tany sowie Roger de Clifford und William Audley. William Latimer entkam knapp auf seinem Streitross, dass durch das Wasser schwamm, und auch Otton de Grandson konnte nur knapp entkommen. In mittelalterlichen Quellen wurde schon der Zeitpunkt des Angriffs kritisiert, da sich Anfang November noch John Pecham, der Erzbischof von Canterbury, bemühte, einen Waffenstillstand zwischen dem König und Llywelyn ap Gruffydd zu vermitteln. Der Angriff über die Menai Strait war eventuell ein Versuch, diese Verhandlungen zu durchkreuzen, da die auf Anglesey befindlichen Soldaten befürchteten, im Falle eines Waffenstillstands keine Beute mehr machen zu können. Vielleicht war auch Roger de Clifford die treibende Kraft hinter dem Angriff, da er seinen seit März von den Walisern gefangenen gleichnamigen Vater befreien wollte.

## Folgen
Der eindeutige Sieg stärkte die Moral und den Widerstandswillen der Waliser. Militärisch blieb die Schlacht jedoch folgenlos, da der Krieg fünf Wochen später durch die Schlacht von Orewin Bridge entschieden wurde, in der Llywelyn ap Gruffydd getötet wurde. Die geschlagenen englischen Truppen blieben auf Anglesey, bis das englische Hauptheer im Januar 1283 die Nordküste von Gwynedd erobert hatte, und setzten erst dann nach Gwynedd über.